# شيرازي تركي (قصيدة)
قصيدة الشيرازي التركي هو قصيدة غزل للشاعر الفارسي حافظ الشيرازي في القرن الرابع عشر. وقد تم وصفها بأنها "أكثر قصائد حافظ شهرة في العالم الناطق باللغة الإنجليزية". كانت هذه أول قصيدة لحافظ تظهر باللغة الإنجليزية، عندما قام ويليام جونز بإعادة صياغة "أغنية فارسية" في عام 1771، استنادًا إلى نسخة لاتينية قدمها له صديقه كارولي ريفتشكي [الإنجليزية]. كتب إدوارد جرانفيل براون عن هذه القصيدة: "لا أستطيع أن أجد هذا العدد الكبير من الترجمات الإنجليزية لأي من قصائد حافظ الأخرى."  وهي القصيدة الثالثة في مجموعة (ديوان حافظ) من قصائد حافظ، والتي رُتبَت أبجديًا حسب قوافيها.
في القرن الذي تلا وفاة حافظ، حُكي عن حكاية شهيرة عن كيف التقى الفاتح التركي المغولي تيمورلنك بحافظ وانتقده لكتابته بشكل غير محترم عن بخارى وسمرقند في هذه القصيدة. ظهرت هذه القصة لأول مرة في عمل يسمى أنيس الناس لشجاع الشيرازي (1426)، وقد فُصلَت في مجموعة من السير الذاتية للشعراء (تذكرات الشعراء) أكملها دولتشاه السمرقندي عام 1486.
وقد قيل إن القصيدة من المرجح أنها كتبت بعد عام 1370، عندما بدأ تيمورلنك في تطوير سمرقند وجعلها مشهورة كعاصمة له. إذا كان الأمر كذلك، فمن المحتمل أنه كتب في وقت لاحق من حياة حافظ، حيث أنه في عام 1370، كان عمره ما بين 53 و55 عامًا.

## القصيدة
يمكن العثور على ترجمات إنجليزية نثرية للقصيدة في كلارك (1891)، ص 113. 40-43، ويندفور (1990)، وهيلمان (1995)، وإنجينيتو (2018). وقد اقتبس أربيري (1946) عددًا من الإصدارات الشعرية جزئيًا أو كليًا.
النص الفارسي للقصيدة، والتسجيلات باللغة الفارسية، متاحة على موقع غنجور.
1
اگر آن ترک شیرازی به دست آرد دل ما را
به خال هندویش بخشم سمرقند و بخارا را
إذا قبل ذلك التركي الشيرازي قلبي في يده،
سأعطيهم سمرقند وبخارى مقابل جاسوسهم الهندي.
2
بده ساقی می باقی که در جنت نخواهی یافت
کنار آب رکن آباد و گلگشت مصلا را
يا سقاية الخمر أعطي الباقي من الخمر، فإنك لن تجد في الجنة خمرًا.
ضفاف مياه ركن آباد [الإنجليزية] وممشى الورد في مصلى.
3
فغان کاین لولیان شوخ شیرین کار شهرآشوب
چنان بردند صبر از دل که ترکان خوان یغما را
ويل لهؤلاء الغجر المشاغبين الذين يفعلون أشياء لطيفة ويجعلون المدينة مليئة بالشغب!
لقد سرقوا الصبر من قلبي مثل الأتراك في وليمة الغنائم.
4
ز عشق ناتمام ما جمال یار مستغنی است
به آب و رنگ و خال و خط چه حاجت روی زیبا را
إن مجد الحبيب مستقل عن محبتنا غير الكاملة؛
ما حاجة الوجه الجميل إلى البودرة واللون والشامة والخطوط؟
5
من از آن حسن روزافزون که یوسف داشت دانستم
که عشق از پرده عصمت برون آرد زلیخا را
لقد تعلمت من ذلك الجمال المتزايد يوميًا الذي كان يتمتع به يوسف،
أن الحب سيخرج زليخة من وراء ستار الحياء.
6
اگر دشنام فرمایی و گر نفرین دعا گویم
جواب تلخ می‌زیبد لب لعل شکرخا را
حتى لو تكلمت بقسوة، وحتى لو لعنتني، فأنا ممتن؛
إجابة مريرة تجمل الشفاه ذات اللون الأحمر الياقوتي التي تمضغ السكر.
7
نصیحت گوش کن جانا که از جان دوست‌تر دارند
جوانان سعادتمند پند پیر دانا را
اسمعي النصيحة يا روحي فهي أثمن من روحهم
إن الشباب الذين يبحثون عن السعادة يستعينون بنصيحة شيخ كبير عالم.
8
حدیث از مطرب و می گو و راز دهر کمتر جو
که کس نگشود و نگشاید به حکمت این معما را
أخبر قصة عن المغني والنبيذ، وابحث عن سر الزمن أقل،
حيث لم يتمكن أحد قط من حل هذا اللغز ولن يتمكن من حله أبدًا بالحكمة.
9
غزل گفتی و در سفتی بیا و خوش بخوان حافظ
که بر نظم تو افشاند فلک عقد ثریا را
لقد أكملت قصيدتك واخترقت اللؤلؤة، تعال وغنِّ بشكل جميل يا حافظ،
لكي تنثر السماء على ألحانك قلادة الثريا.

## البحر الشعري
المتر معروف باسم بحر الهزج. يتكون كل بيت أو بيت من أربعة أقسام يتكون كل منها من ثمانية مقاطع لفظية. في نظام إلويل-سوتون، تم تصنيف هذا المقياس باعتباره 2.1.16، ويُستخدم في 25 (4.7%) من قصائد حافظ البالغ عددها 530 قصيدة.

## قراءة إضافية
- Arberry, A. J. (1946). "Orient Pearls at Random Strung." Bulletin of the School of Oriental and African Studies 11, no. 4 (1946): 704–705.
- Bashiri, Iraj (1979). "Hafiz' Shirazi Turk: A Structuralist's Point of View", The Muslim World, LXIX, 979, pp. 178–97, 248-68.
- Bicknell, Herman (1875). Háfiz of Shiráz: Selections from His Poems. This poem, with notes, is on pp. 20–22.
- Bauer, Thomas (2014). "Male-Male Love in Classical Arabic Poetry". In The Cambridge History of Gay and Lesbian Literature. (Cambridge University Press).
- Browne, E. G. (1906). A Literary History of Persia, vol. 2. pp. 27–28 has Browne's translation of Shirazi Turk.
- Browne, E. G. (1920 [1928]). A Literary History of Persia, vol. 3: The Tartar Dominion (1265–1502). Cambridge.
- de Bruijn, J. T. P. (2000, updated 2012). “Ḡazal i. History,” Encyclopaedia Iranica, X/4, pp. 354–358
- Clarke, H. W. (1891). The Dīvān-i Hāfiz, Vol. 1, pp. 40–43.
- "EIr" (2004, updated 2012). "Homosexuality in Persian literature". Encyclopaedia Iranica.
- Elwell-Sutton, L.P. (1976). The Persian Metres. Cambridge University Press.
- Hillmann, Michael C. (1975). "Hafez's 'Turk of Shiraz' again". Iranian Studies, Vol. 8, No. 3 (Autumn, 1975), pp. 164–182. (JSTOR)
- Hillmann, Michael C. (1980). "Pseudo-Scholarship in American Hāfez Studies: A Comment. Muslim World, Volume 70, Issue 3‐4, October 1980, pages 267-270.
- Inan, Murat Umut (2018). "Crossing Interpretive Boundaries in Sixteenth-Century Istanbul: Ahmed Sudi on the Divan of Hafiz of Shiraz". Philological Encounters3, (2018), 275–309.
- Ingenito, Domenico (2018)."Hafez's "Shirāzi Turk": A Geopoetical Approach". Iranian Studies.
- Lewis, Franklin (2002, updated 2012). "Hafez viii. Hafez and rendi". Encyclopedia Iranica online.
- Lewisohn, Leonard (ed.) (2010), Hafiz and the Religion of Love in Classical Persian Poetry. I. B. Tauris.
- Limbert, John W. (2004). Shiraz in the Age of Hafez: The Glory of a Medieval Persian City. Seattle.
- Loloi, Parvin (2002). "Hafez x. Translations of Hafez in English". Encyclopaedia Iranica online.
- Pritchett, Frances W. (1993). "Orient Pearls Unstrung: The Quest for Unity in the Ghazal". Edebiyât vol. NS 4, pp. 119–135.
- Rehder, R. M. (2009). "The Unity of the Ghazals of Ḥāfiẓ". Der Islam, vol. 51, issue 1.
- Renard, John (2009). The A to Z of Sufism.
- Windfuhr, Gernot L. (1990) "Spelling the Mystery of Time". Journal of the American Oriental Society, Vol. 110, No. 3 (Jul. - Sep., 1990), pp. 401–416. (JSTOR)
- Yarshater, Ehsan (2016) “Ḡazal ii. Characteristics and Conventions”, Encyclopædia Iranica, online edition.

## روابط خارجية
- نص حافظ الشيرازي التركي الفارسي، وتلاوات فريدون فرحندوز، وسهيل قاسمي، ومحسن ليله كوهي.
- تلاوة (مجهول)